# Notiophilus fasciatus
Notiophilus fasciatus  (лат.) — вид жуков-жужелиц рода большеглазов из подсемейства плотинников.  Палеарктика. Бореальный гумидный вид. Европа, Россия (север европейской части, Урал, север Западной Сибири, Алтае-Саянский регион, Средняя и Северо-Восточная Сибирь, Прибайкалье, Забайкалье, Дальний Восток), Монголия. 

## Описание
Длина тела около 0,5 см. Голова крупная с огромными глазами. Дневные хищники, охотятся на ногохвосток. В Прибайкалье обитает в разнообразных типах лесов, в зарослях кедрового стланика, на мху до высоты в 2000 м.